# 小克魯皮利
50°29′41″N 31°31′50″E / 50.49472°N 31.53056°E
小克魯皮利（烏克蘭語：Малий Крупіль）是位於烏克蘭北部的村莊，由基辅州布羅瓦里區的茲胡里夫卡市鎮負責管轄。該村處於涅德拉河畔，始建於1800年，面積1.63平方公里，海拔高度121米，2001年人口256。